# 青岛中山公园
青島中山公園是位于中国山东省青岛市市南区文登路28号的一座城市公园。该公园最初为德国殖民政府林业部门于1901年设立的植物试验场，1912年作为公园开放，1914年日本占领青岛后更名为“旭公園”，1922年青岛主权回归中国后，改名为“第一公园”，1929年改为现名。中山公园如今为青岛市最大的综合性公园，同时为青岛市内重要旅游景点。

## 概况
中山公园为青岛市历史最久、面积最大、设施最完备的综合性公园，1990年代以前为青岛唯一的综合性公园。该公园面积73.4万平方米，地处汇泉湾北岸、太平山西南麓，北连青岛动物园，西邻青岛百花苑，东南侧邻近八大关风景区，西北侧邻近青岛山。其地势东北高西南低，园内有山丘、洼地、沟壑及花岗岩裸岩等多种地形地貌。
中山公园为青岛重要旅游景点，自1930年代即以樱花闻名，以“东园花海”之名，名列“青岛十景”之中，又有“春观樱、夏赏荷、冬溜冰”之说。如今中山公园年客流量可达200余万人次。园内设有游乐场、观光索道入口、多处专类植物园及小西湖、人工湖、孙中山雕像等其他景点，另设有公园饭店、商亭等服务设施。公园每年组织春季樱花会、夏季灯会、秋季菊展等活动，穿插举办奇石、书画、摄影展览等文娱活动。

## 历史

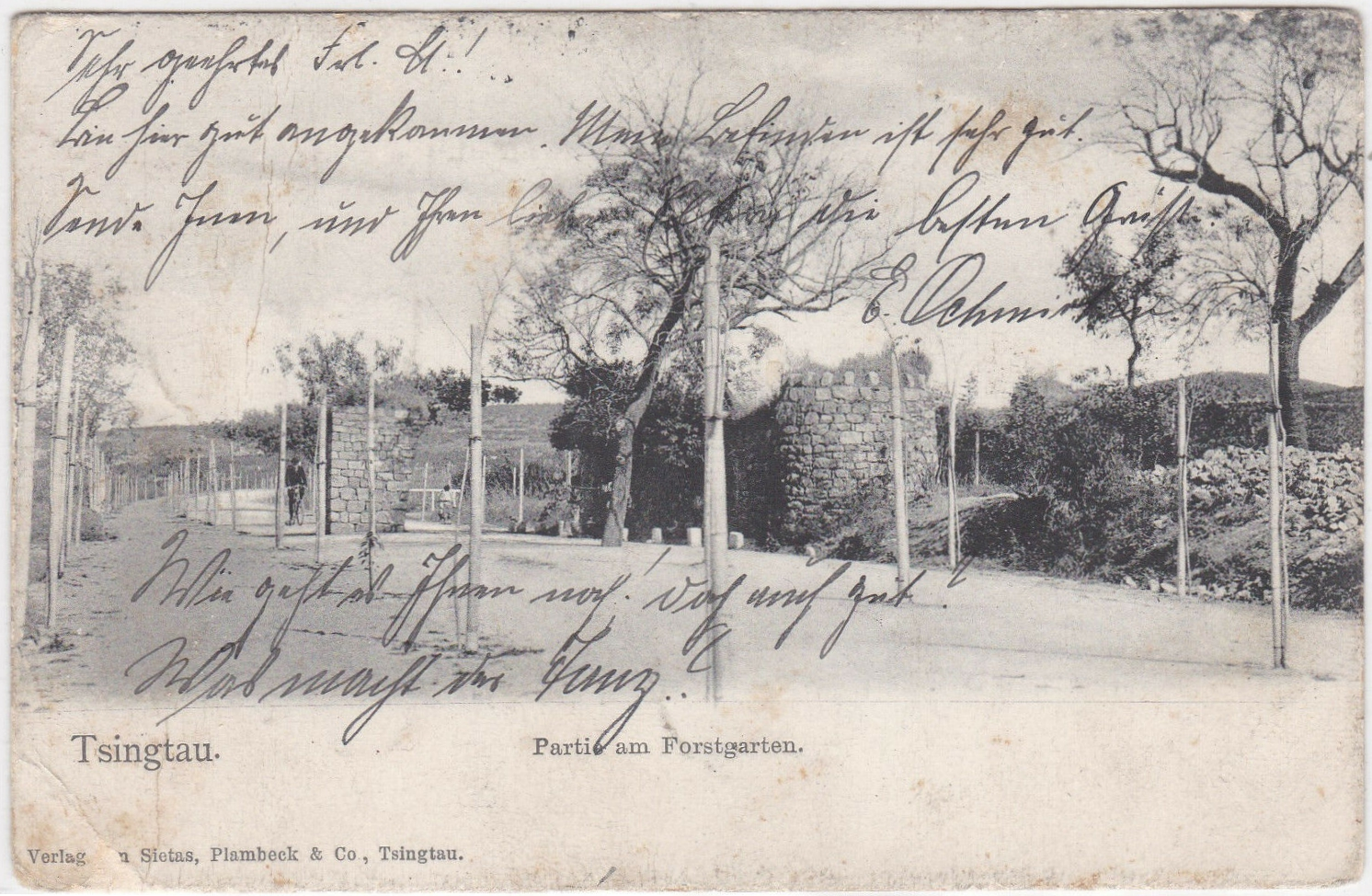
德占时期的植物试验场（森林公园），两座石堆可能为会前村遗留物

19世纪末的青岛地区，植被稀少，地表因缺乏植被保护而沟壑纵横。1897年德军占领青岛后，出于城市建设需要，开始派遣林业专家着手植树造林。1901年，胶澳总督府设立高等山林局（德語：Oberförsterei），并在会前村原址开辟植物试验场。德国林务人员自欧洲、日本等地引进树种在此试验种植，为造林及城市绿化提供苗木，同时试种果树、农作物。1912年，植物试验场改名“森林公园”（Forstgarten），对外开放。此时植物试验场一带已有林木园地约100万平方米，果木园地约4万平方米，集中了世界各地的花草树木170多种、23万株。
1914年11月日军占领青岛后，将森林公园改名为“旭公園”。日本人接手公园后，整理原有公园道路并增修新路，利用原有植物形成植物景观，增设游乐设施，在公园西南角设立动物笼舍，豢养鹤、虎、鹿、羊等动物，将该园由林业园圃逐渐转变为供市民游玩休憩的城市公园。此外，守备军当局于1916年在公园东北角山坡上建设忠魂碑，用以纪念青岛战役期间战死的日本士兵（抗战结束后拆除）。

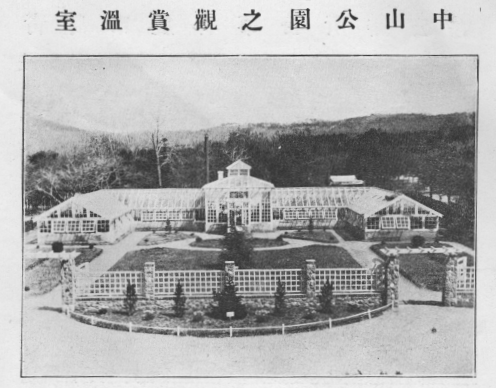
1931年在樱花路西侧建造的观赏温室，2001年拆除

1922年12月，北洋政府收回青岛主权，公园除忠魂碑由青岛日本居留民团管理外，全部由胶澳商埠督办公署林务局接管。1923年3月，林务局与农事试验场合并为胶澳农林事务所，公园改称胶澳商埠第一公园（或称“青岛第一公园”）。1929年4月南京国民政府接收青岛后，为纪念孙中山，于5月22日将公园改名为中山公园，并于同年设立“总理纪念林”，每年清明节在此植树。青岛回归后，农林事务所先后在中山公园整修道路，整修增设动物笼舍，新设花圃、花廊、牡丹园、西式园林、喷水池、观赏温室等景观，并设立商店为游客提供便利。
1938年1月日军再次占领青岛后，将公园改回“第一公园”名称。抗战初期，农林事务所曾辟建红叶林等园林，并于1940年、1941年举办两次菊展。战争后期，公园遭到较大破坏。据1947年农林事务所报告，园内的牡丹全部被日本人采伐，温室内的盆栽损失2500盆，种类由145种减至123种，园内含有铁质器件的设施全部被拆卸。1945年抗战结束后复名中山公园，公园建设因内战影响进展不大。1948年，国立中央大学赠送公园400粒水杉种子，水杉在园内试种成功，在青岛得以推广。
1953年，公园新建芍药园、玉兰园、月季园等专类植物园。1956年，樱花路东侧新建桂花园1380平方米，同年在已毁的牡丹园原址北侧建成建筑面积354平方米的牡丹亭。1957年将月季园扩建至2960平方米。1965年，在公园东北部太平山脚下建成面积为10400平方米的人工湖，并在邻近果园处建成面积为3300平方米的小水库。1966年“文革”开始后，公园管理陷入混乱。1970年新修西门，1972年改建公园南大门，同年在公园南部新建竹园3400平方米。1974年，在公园南大门内建成雕塑喷泉。

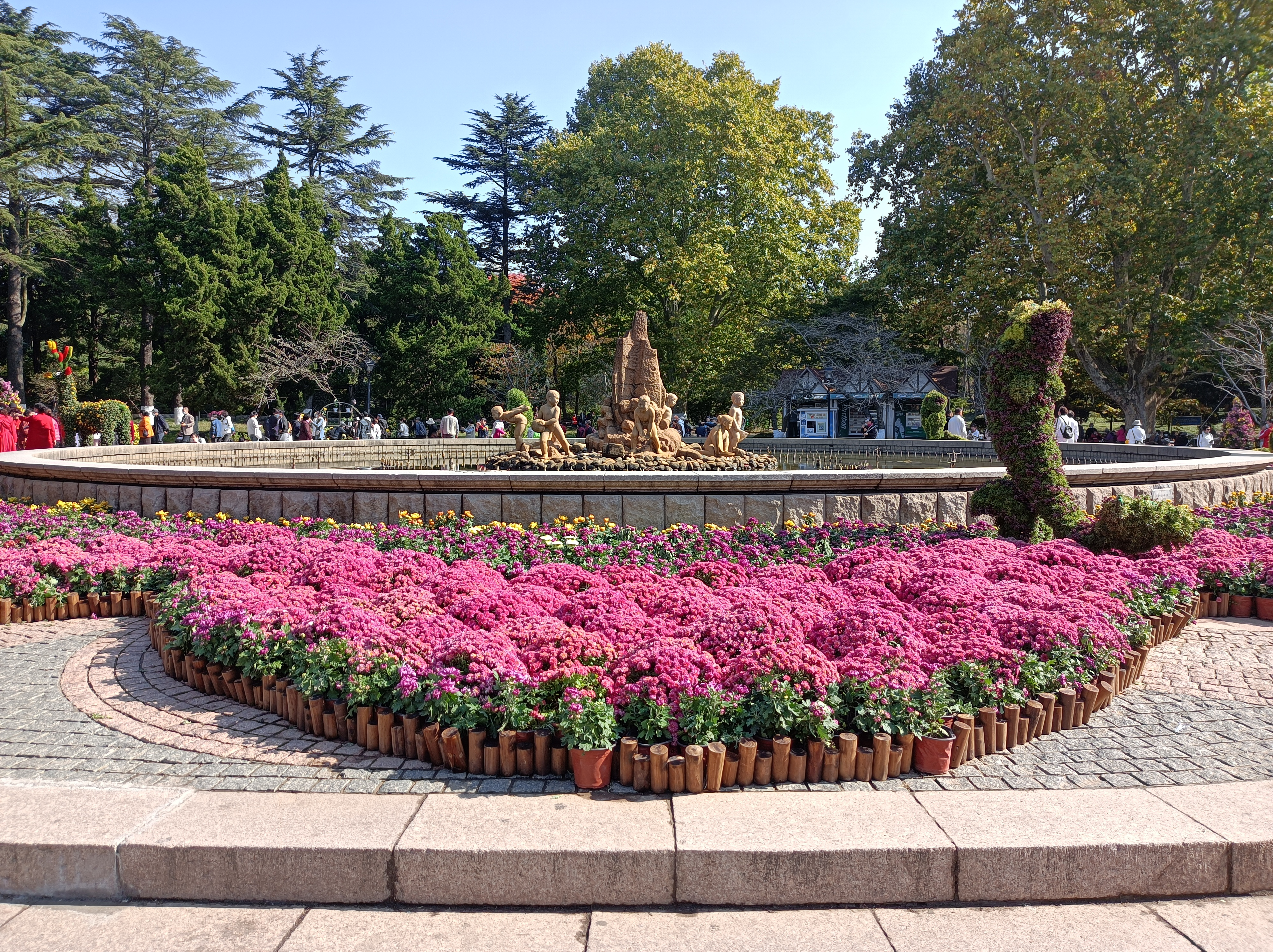
公园南大门内侧建于1974年的雕塑喷泉

1976年，中山公园动物园整体搬迁至公园以北，改为独立的青岛动物园。1980年代，公园由复旦大学进行总体规划，拆除原动物笼舍，扩建儿童乐园，新建花卉区、大型观赏温室及“翠微鱼跃”等景点，改建小西湖，硬化园内道路，增建、改建公共厕所。1990年代调整公园布局，整修溪水，新建桃樱园、孙文莲池等景点，改建南大门。1991年6月，首届青岛国际啤酒节在中山公园举办，此后数届啤酒节曾在中山公园开设分会场。1992年，中山公园与动物园被评选为“青岛十大景观”之一。1995年，公园引入郁金香39个品种16万株。
2000年至今，公园曾经历数次大小改造。2005年，园内温室全部拆除，以实现开放式管理。2008年4月12日，中山公园取消门票，免费对外开放。2010年8月，中山公园综合整治一期项目启动，此次改造包括实施“拆墙透绿”，完善植物景观，疏通水系，改造道路系统等。2013年，中山公园作为2014年青岛世园会太平山会场的一部分实施升级改造，除整理植物、水系外，还新建欧洲花园和盆景园。

## 植被

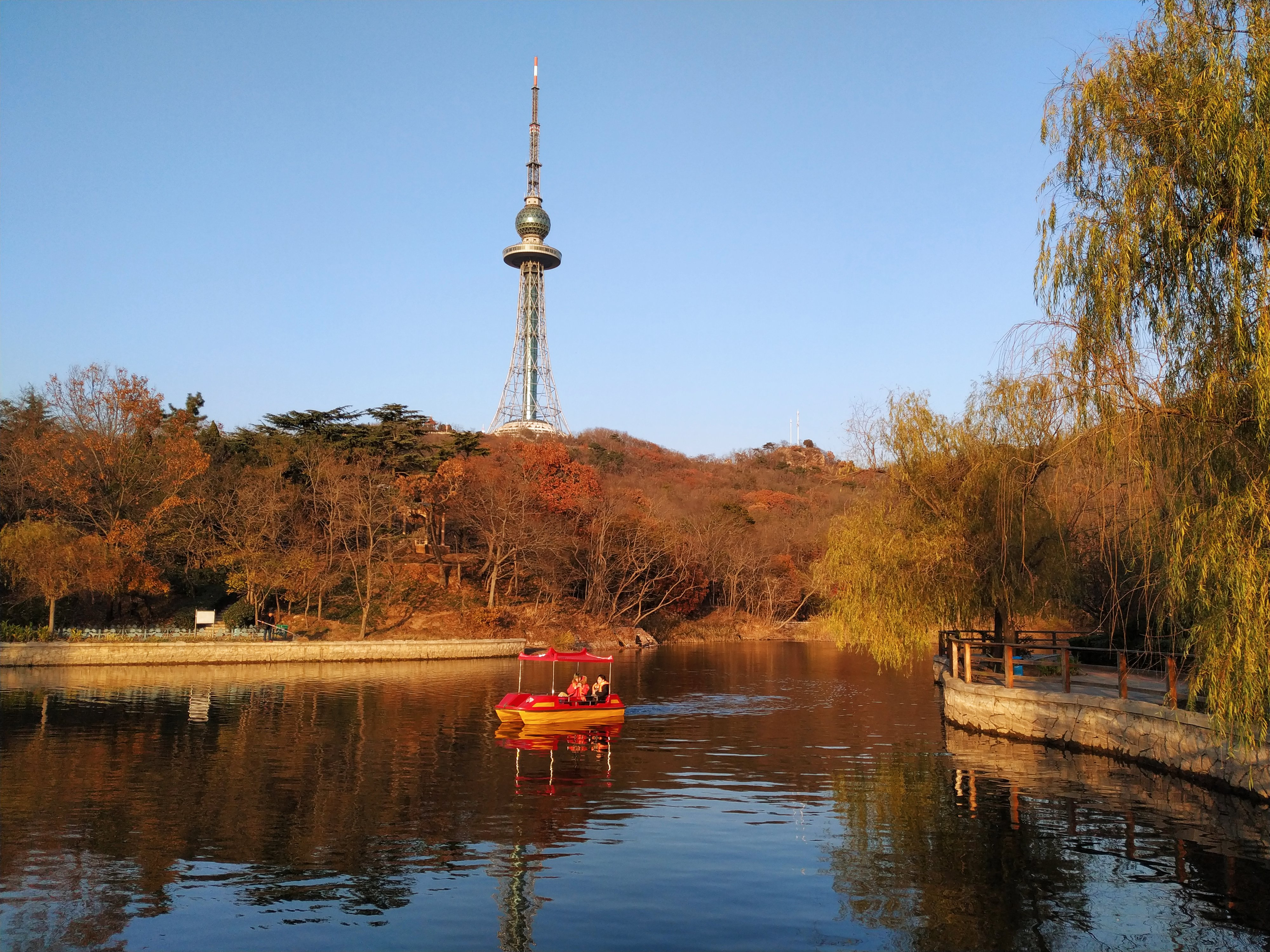
位于公园东侧、太平山麓的湖光山色景区与人工湖，远处山顶上为青岛电视塔

中山公园植物品种繁多，除青岛当地树种外还有部分亚热带乔木。2005年，公园有树木270种4.38万株，其中乔木130种3.03万株，花灌木140种1.35万株。园内百年古树比比皆是，有国家三级以上古树68株，国家级名木85株。园内长柄栎、车轮梅、日本五针松、日本厚朴、日本辛夷、美国山核桃、北美鹅掌楸、欧洲云杉等树种在中国北方乃至中国大陆均为珍稀树种。园内道路也多以树种命名，如樱花路、紫薇路、银杏路、雪松路、红枫路等。
公园内有草坪14万平方米，主要有中华结缕草、麦冬草、丹麦草、林地早熟禾等品种。园内设有芍药园、月季园、桂花园、玉兰园等专类植物园，路边花池、花坛、绿化带内每年大约有20个品种、20万株（盆）时令花卉，可随季节更换。另有苗圃10亩、花圃8亩，为公园储备树木并提供时令花卉。

### 樱花

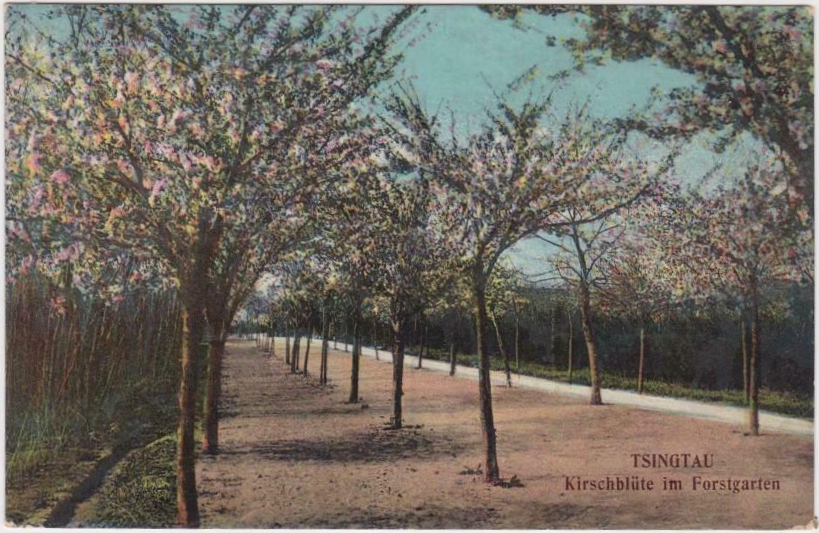
德占时期的公园樱花

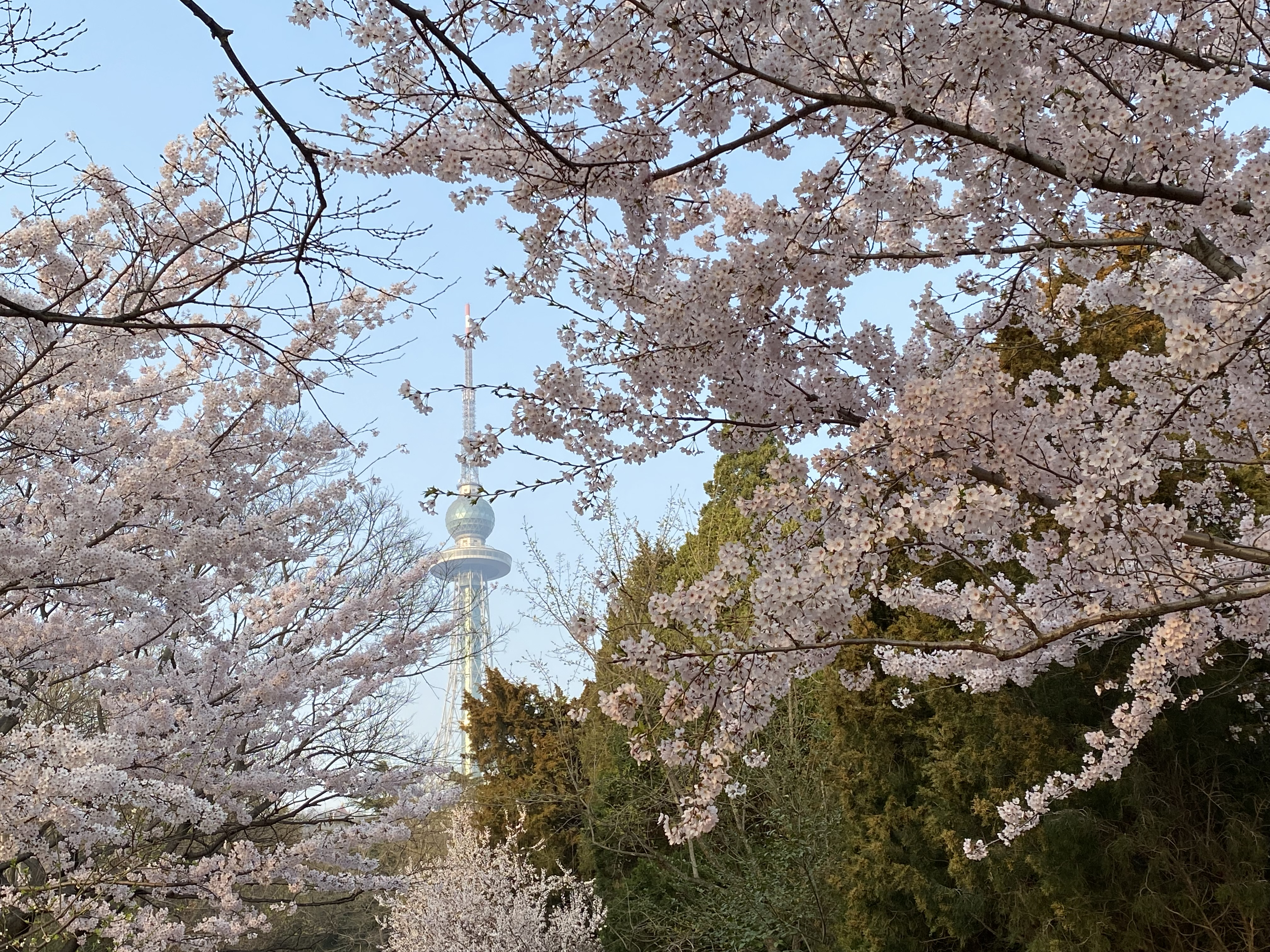
中山公园一处小径旁的樱花，2022年4月

樱花为中山公园最著名的景观。园内现共有单樱、双樱共2000多株，其中染井吉野樱居多，大部分种植于全长660米、贯穿公园南北的樱花路（又称“樱花大道”）两侧，部分散植于公园各处，树龄最大者已有百年。青岛樱花花期为4月至5月，单樱一般为4月中上旬，双樱4月中旬至5月上旬，具体开花日期及最佳赏花时段各年受天气影响而各不相同。
樱花在公园种植的历史已有百余年，最初为德国人自日本引种，第一次日占时期日本人继续在此种植。春季赏花活动在第一次日占时期即已形成，但仅限于日本侨民，中国市民尚无赏花习俗。青岛回归以后的1920年代中期，赏花游园活动开始普及，每年4、5月份樱花盛开时，市内市民与近郊居民纷纷赴公园赏花。至1930年代，中山公园赏樱已成为远近闻名的活动。当时胶济铁路每年樱花开放时节开设旅游专列，票价七五折出售。1935年“青岛十景”评选中名列十景之中的“东园花海”即指中山公园樱花。
1920至1930年代在青岛居住、工作的文化名人多曾赋诗、撰文描写中山公园樱花。如康有为曾题诗“落红盈寸铺三里，夹道樱花散似云。碧海蓝天景如画，纷纷游人画中来。”闻一多在《青岛印象》中描写道：“四月中旬，绚丽的日本樱花开得像天河，十里长的两行樱花，蜿蜒在山道上，你在树下走，一举首只见樱花绣成的云天。樱花落了，地下铺好一条花溪。”另有顾随《青岛第一公园观樱花》、臧克家《青岛樱花会》、吴伯箫《岛上的季节》、梁实秋《忆青岛》等诗文描述、提及中山公园樱花。
1950年代后，公园每年举办春季樱花会的同时常组织文娱活动，并陆续增植玉兰、海棠、连翘等花期相同的花木，以丰富春季游园的花色品种。樱花现已广泛种植于青岛市各处，而中山公园樱花会仍经久不衰，且每年樱花会与五一劳动节假期重合，期间日客流量超过20万人，每年春季游园人数超过100万。

### 水蜜桃
中山公园水蜜桃（“公园蜜”）为青岛著名土特产。公园水蜜桃的生产始于1930年代初，青岛市农林事务所在公园东南角开辟桃园，引入上海水蜜桃、玉露水蜜桃等品种，因其产量高、果质好，热销青岛市内外。1949年后水蜜桃产量扩大，1980年前最高年产量可达5万千克左右。1985年后改为对外承包管理，其种植面积与产量后来有所减少。2013年中山公园有桃园70余亩，年产量数万斤，每年8月成熟，因其久负盛名，常常未及成熟便被预订一空。现市面上冠名“公园蜜”的水蜜桃多非中山公园所产。

## 景点

### 会前村遗址
会前村为中山公园原址曾经存在的村落。“会前”又作“会全”、“会泉”。其村名含义说法不一，一说村庄位于杨家村清溪庵庙会（萝卜会）之“前”（南）而得名，一说该村位于泉水溪流交汇处而得名。据“会前村遗迹”碑记载，会前村有村民360户，多数为渔民。据会前村原村民家谱记载，会前村为明初外省移民所建立，村民以王、郭、姜三姓为主，分别来自云南乌撒卫、山西洪洞和福建。
约1900年至1901年间，德国胶澳总督府迁出会前村居民，将会前村拆除，以建设植物试验场。会前村村民从此散居于浮山所、沙岭庄等周边村镇。“会前”、“会泉”作为地名，民国时期的地名美化运动中改为“汇泉”，沿用至今。1938年，青岛市农林事务所设立“会前村遗迹”碑。青岛学者鲁海称，会前村拆除时保留了两间民房作为看林人住所，“会前村遗迹”碑最初镶嵌在旧房墙壁上，1949年后旧房拆除用以建设花园，该碑移至他处。1996年，中山公园管理处将会前村遗址辟为景点，将该碑重立于会前村遗址的老槐树、枣树之下。
- 青岛汇泉湾北岸旧影，约1899至1900年，左上方远处为会前村，右上方远处可见伊尔蒂斯兵营，右下角近处为总督副官住宅
- “会前村遗迹”碑

### 小西湖
小西湖水面面积5200平方米，最初为会前村附近的自然池塘。1923年春修建为景点，湖中建茅草亭，以木桥与岸边连接，湖中种植荷花，湖边种植柳树，命名为“小西湖”。1933年，农林事务所在小西湖建设溜冰场，设更衣室及照明电灯，1934年1月20日开放。同年2月11日，青岛市体育协进会在此举办青岛第一届国际化装溜冰大会，参观者有四五千人。小西湖至约1970年代仍用于溜冰，旧时中山公园“春观樱、夏赏荷、冬溜冰”之说，“冬溜冰”即指小西湖冬季溜冰活动。湖心亭1949年后曾翻建。1985年，小西湖改建，湖心亭再次翻建，湖岸改为石砌驳岸，湖岸与湖心亭以钢筋混凝土九曲桥连接。

### 孙文莲池
孙中山在日本从事革命活动时，曾得到日本人田中隆等人支持。1918年，孙中山将手书“至诚感神”与四颗莲花种子赠予田中隆。田中隆之子田中隆敏后来将四颗种子交予植物学家大賀一郎培育，经培育仅有一株开花，大贺一郎将其与唐招提寺莲杂交培育成功，命名为“孙文莲”。1995年5月3日，青岛市与日本下关市缔结友好城市15周年之际，下关市日中友好协会会长金田满男将孙文莲赠送并亲手栽植于青岛中山公园，孙文莲所在的池塘遂被命名为“孙文莲池”。孙文莲经过繁育现已长满池塘一半水面。2011年10月10日，全国中山公园联谊会第九次年会在青岛中山公园举行，青岛中山公园将孙文莲种根赠予与会各地中山公园代表。自1972年第一次引入中国至今，孙文莲已遍植于中国各地。
- 夏季长满荷叶荷花的小西湖，2018年8月
- 孙文莲池与“孙文莲”雕塑
- 孙文莲池西侧池塘
- 孙中山雕像

### 孙中山雕像
孙中山雕像位于小西湖与孙文莲池之间，为2001年辛亥革命90周年、中山公园建园100周年之际，中国国民党革命委员会青岛市委提案建议、青岛市政协树立，2001年10月21日落成揭幕。雕像采用金字塔式构图，为花岗岩质，重25吨，高3.1米，头部正面宽2.3米，侧面宽2.6米，雕像与基座总高5米，台座刻金字“伟大的革命先行者孙中山先生”字样。

### 石桥与碑刻
中山公园南大门东北方有一处石桥，此处最初为木桥，用以连接中山公园一号房与二号房之间的道路。1937年，农林事务所将其拆除重建为石桥。石桥全部以花岗岩筑成，石板桥面，栏杆以石块叠压砌成镂空“品”字形，栏杆两端共四根石柱，石柱面向桥身的内侧一面刻有四角星图案，其他三面刻有三角形花纹。此处的四角星图案为五角星缺一角的形式，据说为建桥者有意为之，以示“家国不全，民不圆满”。桥身两侧分别刻有“1937”与“民国二十六年七月建”字样（“民国”二字于“文革”时期被凿去）。
“竹居读书处”刻石位于“会前村遗迹”碑不远处，石高约1米，最宽处约80厘米，呈上尖中宽状。石头下方凹面刻有“竹居读书处”五字，字体介于篆隶之间，字径约18厘米，左侧有行书落款“曲园俞樾”。上方另有一凹面，中央刻籀文“寿者相”，右侧刻“甲寅正月”，左侧刻落款“冶山”。此石原属李鸿章外甥、清末官员张士珩（号冶山居士），“竹居读书处”五字为书法家俞樾所题，“寿者相”应为张士珩1914年所题。此石据称最初置于南京冶山张士珩宅，1911年辛亥革命后，张士珩避居青岛，在今曲阜路购地建宅，将此石移入曲阜路宅院中。1977年青岛饭店扩建时拆除张士珩旧宅，此石被发现并移至中山公园，1998年经考证确认为张士珩旧物。2004年3月中山公园清淤时，此石再次被发现，同年7月24日移至会前村遗址保存至今。
中山公园西南角临岞山路处原有一西南门，为1929年更名中山公园后所开，设有一对石制门垛，门垛高约2米有余，做工精美，上刻篆字“中山公园”。1970年，小西湖南侧新开西门，西南门遂废弃，门垛被杂物包围。2010年8月中山公园实施“拆墙透绿”期间将两座门垛清理出，就地保护至今。
2009年7月27日，中山公园南门东北方的石桥与碑刻以“中山公园石桥及石碑”之名列入第一批市南区文物保护单位，此处文保单位后来改名为“中山公园石桥”。
- “竹居读书处”刻石
- 中山公园老西门两座门垛，2019年12月
- 重新改为公园入口的老西门，2023年10月
- 门垛特写

### 近代建筑
中山公园内有一号房、二号房、三号房等数栋近代建筑。其中二号房位于樱花路西侧，最初为德占时期高等山林局用房，第一次日占时期为林务所所在地，民国时期长期为农林事务所办公楼，现为中山公园管理处所在地，为青岛市历史优秀建筑。中山公园三号房位于公园东侧的山坡上，约建于1900-1901年，最初为德国林务官马尔特·哈斯（Malte Hass）的住宅，其后长期为园林管理机构用房，2007年拆除重建。望海亭位于会前村遗址以西，为一座白色镂空木制凉亭。1932年，建筑师事务所青岛联益建业华行设计建造该亭并将其赠予中山公园，现为中山公园主要景点之一。此外还有位于二号房北侧、建于1934年的公园饭店等近代建筑。
- 中山公园二号房
- 二号房北侧的公园饭店旧址
- 望海亭
- 望海亭地面的“青岛联益建业华行赠”字样与图案

### 游乐场
中山公园游乐场位于公园西侧，占地约1万平方米，为青岛市最早引入游艺机的游乐场所。1977年，游乐场建成旋转木马一座，为青岛市第一座机械游乐设施。1976年动物园迁出后，游乐园于1980年代扩建、硬化地面并增设大型游乐设施。2003年再次改造扩建。2008年，山东鲁信远致旅游有限公司与青岛中山公园合作将中山公园游乐场改造为“青岛欢动世界”，规划面积3万平方米，拥有大型游乐设备十余台，2009年夏开业，开业后一度成为园内热门景点。2018年5月2日，青岛欢动世界停业。停业原因据工作人员称，为鲁信集团准备股权转让，因而决定令其停业，另有一位经营者称停业原因在于“赔钱，担心发生事故”。2022年9月，原欢动世界改名为“欢乐丛林游乐园”，并开始试营业，十一假期期间正式营业。